# Truthout
Truthout ist eine US-amerikanische Non-Profit-Organisation, die seit September 2001 eine publizistische Website betreibt. 

## Gründung und Ziele
Truthout wurde im Jahr 2000 in Sacramento im US-Bundesstaat Kalifornien gegründet als eine 501(c) organization. Präsident ist gegenwärtig Robert Naiman. Der Verwaltungsrat wird geführt von Henry A. Giroux, Lewis Gordon und Maya Schenwar. Die Website wird dem progressivistischen Spektrum zugeordnet. Bekannte Publizisten sind unter anderem Paul Krugman, Kathy Kelly, Norman Solomon, Dean Baker, Richard D. Wolff und Noam Chomsky.
Truthout berichtete umfangreich über die Foltervorwürfe unter der George W. Bush Administration, über den Irakkrieg und den Krieg in Afghanistan. Internationale Bekanntheit erhält die Website, weil sie mitunter von US-amerikanischen Medien zitiert wird. Im Jahr 2010, bei der Berichterstattung über die Ölpest im Golf von Mexiko, berichtete das investigative Nachrichtenmagazin 60 Minutes über die Website, da diese zuvor einen Bericht veröffentlicht hatte, in dem ein Whistleblower über ein weiteres Leck an der Deepwater Horizon ausführliche Auskünfte erteilte.
Die Organisation wird von der gemeinnützigen Stiftung zur Stärkung der Presse- und der Meinungsfreiheit, Freedom of the Press Foundation, unterstützt. Sie ist ein Mitglied in der im Jahr 1939 von Joseph Cookman, Allen Raymond und Heywood Broun gegründeten Gewerkschaft The Newspaper Guild, welche eine Schwestergesellschaft der Communications Workers of America ist.
In Deutschland führt die Bundeszentrale für politische Bildung (bpb) Truthout im Dossier Sicherheitspolitische Presseschau.